# Orthotrichum torquatum
Orthotrichum torquatum là một loài rêu trong họ Orthotrichaceae. Loài này được (Sw. ex Hedw.) Arn. mô tả khoa học đầu tiên năm 1827.